# Gillian Zinser
Gillian Amalia Zinser – aktorka pochodzenia amerykańsko-niemieckiego.

## Filmografia

### Filmy
| Rok  | Tytuł           | Rola            |
| ---- | --------------- | --------------- |
| 2011 | Manson Girls    | Summer Sunshine |
| 2011 | The Truth Below | Jenna           |
| 2011 | Ecstasy         | Amanda Crawford |

### Telewizja
| Data                | Tytuł                      | Rola          | Odcinek |
| ------------------- | -------------------------- | ------------- | --- |
| 9 marca 2010        | Southland                  | Chloe Sherman | "Butch and Sundance" |
| 4 października 2009 | Dowody zbrodni (Cold Case) | Vonda Martin  | "Hood Rats" |
| 2009-               | 90210                      | Ivy Sullivan  | "Unmasked" "Women's Intuition" "A Trip to the Moon" "To Thine Own Self Be True" "And Away They Go!" "Winter Wonderland" "Rats & Heroes" "Girl Fight" "Sweaty Palms And Weak Knees" "Another Another Chance" |
| 14 kwietnia 2009    | Cupid                      | Beatnik       | "The Great Right Hope" |